# Trabucaire
Le terme de trabucaire (autrefois écrit trabucayre ou trabucaïre) désigne de manière générale en catalan toute personne armée d'un trabuc (tromblon), arme à feu dont le canon est court et évasé, et utilisée à la fin du XVIIIe siècle et au début du XIXe siècle.

## Historique
Parmi les nombreux catalans de la fin du XVIIIe siècle et du  début du XIXe siècle équipés d'un trabuc et donc qualifiés de trabucaires, ceux-ci pouvaient tout aussi bien faire partie des partisans engagés dans une des nombreuses guerres civiles que la Catalogne a connu à cette époque, que des bandes de malfaiteurs de la région, certains hommes passant rapidement de l'une à l'autre de ces deux catégories.
Plus spécifiquement, le nom désigne une bande de malfaiteurs catalans du XIXe siècle, pour la plupart de nationalité espagnole et carlistes, ayant commis des vols, prises d'otages et meurtres de part et d'autre de la frontière entre l'Espagne et la France, dans la province de Gérone et le département français des Pyrénées-Orientales. Leur procès a lieu en 1846 à Perpignan. Les Trabucaires sont devenus des personnages de la culture populaire locale, inspirant de nombreuses œuvres littéraires ou artistiques.
De nos jours en Catalogne, le terme désigne aussi des associations de reconstitutions historiques dont les membres costumés sont armés de trabucs.

## Les Trabucaires du procès de 1846
Les Trabucaires sont une de ces bandes de bandits qui ont écumé les routes des régions frontalières entre la France et l'Espagne dans les années 1840.
L'acte d'accusation de l'audience du 19 mars 1846 dresse une liste des personnes poursuivies. Elles sont au nombre de vingt-deux, dont cinq par contumace. La liste donne leurs prénom, nom (en français), surnom, métier lieu de naissance et de résidence, âge. La plupart des accusés sont domiciliés à leur lieu de naissance. Comme souvent au XIXe siècle, les noms catalans sont francisés de façon approximative. Sauf précision, tous les lieux se trouvent en Catalogne espagnole.
Les tableaux ci-dessous donne la liste telle qu'elle a été écrite lors du procès, avec des précisions apportées par les historiens par la suite.
| Prénom et nom           | Surnom                       | Métier             | Lieu de naissance                                     | Lieu de résidence                                        | Âge (années) |
| ----------------------- | ---------------------------- | ------------------ | ----------------------------------------------------- | -------------------------------------------------------- | ------------ |
| Jean Simon (Joan Simon) | Collsuspiné ou Tocabens      | Marchand de safran | Saint-Martin de Saint-Forès (peut-être Forès)         | Idem                                                     | 25           |
| Jéôme Icazes            | Llorens                      | Journalier         | Tortose (Tortosa ?)                                   | Idem                                                     | 24           |
| Laurent Espell          | Fray                         | Journalier         | Porteille-de-la-Cort                                  | Idem                                                     | 27           |
| Joseph Balme            | Sagals ou Manut ou Berdaguer | N.C.               | Vieil ou San Gregorio                                 | Idem                                                     | 24           |
| Pierre Barlabé          | Négret                       | Journalier         | Agremont                                              | Idem                                                     | 22           |
| Salvador Fabregas       | Nioy-Pioú                    | N.C.               | Sainte-Colombe-de-Farnès (Santa Coloma de Farners ?)  | Idem                                                     | 22           |
| Joseph Matheu           | Chicolate                    | Muletier           | Valls                                                 | N.C.                                                     | 22           |
| Isidore Forgas          | Manut                        | Journalier         | Puycerda (Puigcerdà)                                  | Idem                                                     | 22           |
| Antoine Forcadell       | Garcias                      | Journalier         | N.C.                                                  | Barcelone                                                | 32           |
| Martin Reigt            | -                            | Boulanger          | Leille                                                | Idem                                                     | 25           |
| Joseph Camps            | Sabé ou Sapé                 | Voiturier          | Montblanc                                             | Idem                                                     | 26           |
| Joseph Pujade           | -                            | Cultivateur        | Pinède (Pineda de Mar ?)                              | Monastir del Camp (Passa, Pyrénées-Orientales)           | 34           |
| Vincent Justafré        | Parot del Battle             | Propriétaire       | Las Illas (Pyrénées-Orientales)                       | Idem                                                     | 26           |
| Sébastien Barnèdes      | Tia dels Maners              | Muletier           | Saint-Aniol (Sant Aniol de Finestres ?)               | Métairie dels Maners, à Coustouges (Pyrénées-Orientales) | 39           |
| Jean Vicens             | Nas Ratat ou la Biuda        | Cultivateur        | Vilaroja (commune de Coustouges, Pyrénées-Orientales) | Métairie dels Maners                                     | 40           |
| Emmanuel Colomer        | Serinette                    | Boucher            | Vinça (Pyrénées-Orientales)                           | Perpignan                                                | 47           |
| Joseph Fabrach          | Domingo                      | Tartanier          | Figueras                                              | Le Perthus                                               | 31           |

| Prénom et nom           | Surnom                 | Métier | Lieu de naissance                                                | Lieu de résidence                                        | Âge (années) |
| ----------------------- | ---------------------- | ------ | ---------------------------------------------------------------- | -------------------------------------------------------- | ------------ |
| Catherine Gatel Lacoste | -                      | N.C.   | N.C.                                                             | Perpignan                                                | 20 à 22      |
| Jacques Bosch           | Jaumetou de las Presas | N.C.   | « Originaire de Las Presas » (Les Preses ?)                      | N.C.                                                     | N.C.         |
| Planès d'Amont          | N.C.                   | N.C.   | Coustouges (Pyrénées-Orientales)                                 | N.C.                                                     | N.C.         |
| Pujol                   | Parot de Santa Barbara | N.C.   | Près d'Olot                                                      | N.C.                                                     | 30 environ   |
| Joseph                  | Jep de la Helena       | N.C.   | « Originaire de Saint-Laurent-de-Cerdans » (Pyrénées-Orientales) | Mas de la Balme, commune de Taulis (Pyrénées-Orientales) | 50 environ   |